# Mathias von Schönerer

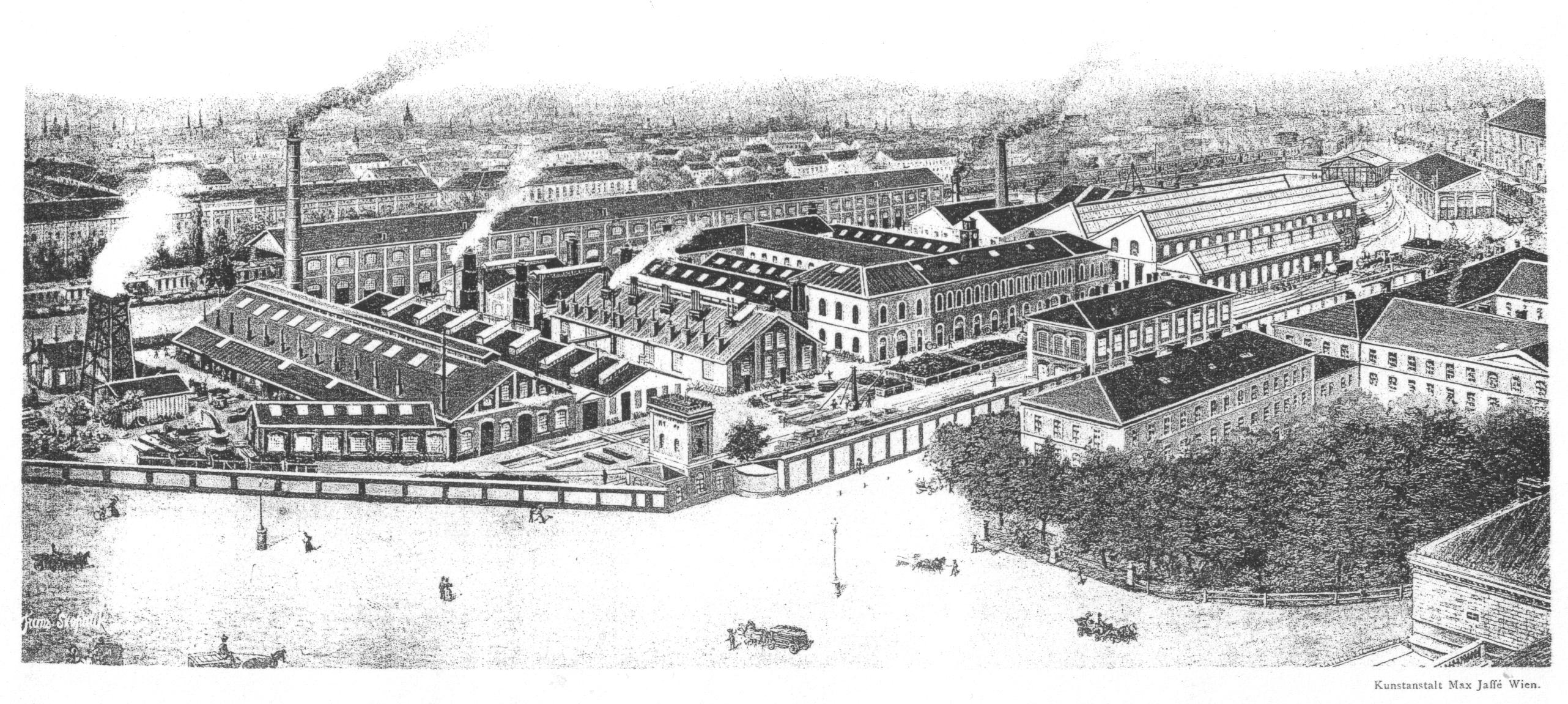
Lokomotivfabrik der StEG, ok. 1902

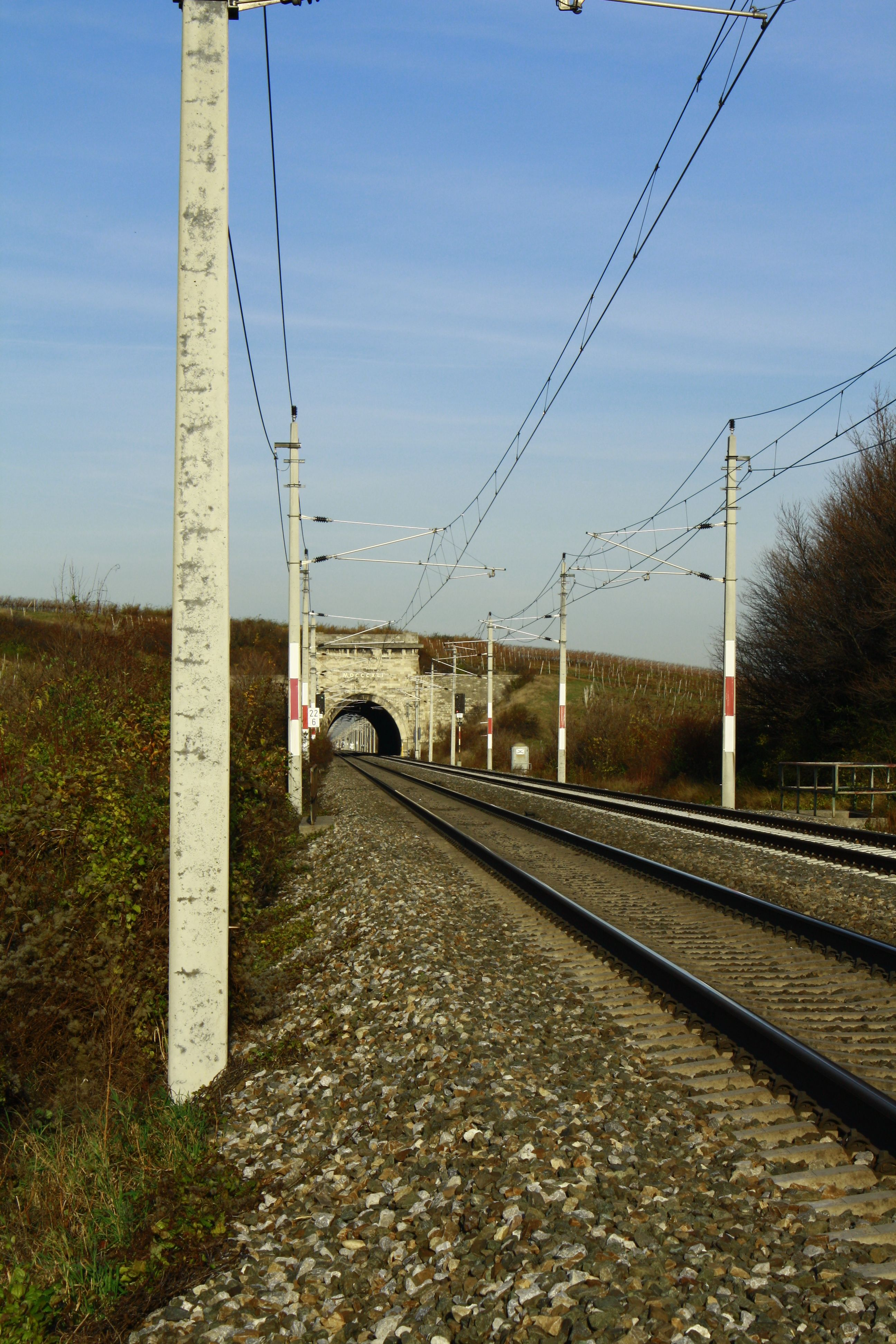
Południowy portal tunelu Busserltunnel

Mathias von Schönerer (ur. 9 stycznia 1807 w Wiedniu, zm. 30 października 1881 tamże) – austriacki inżynier kolejnictwa, budowniczy kolei konnej Linz – Budweis – pierwszej publicznej linii kolei żelaznej na kontynencie europejskim, Kolei Południowej (niem. Südbahn) Wiedeń – Gloggnitz i linii Mödling – Laxenburg (niem. Laxenburger Bahn); budowniczy pierwszego tunelu kolejowego w Austrii, tzw. Busserltunnel; założyciel pierwszych zakładów produkcji lokomotyw w Austrii (późniejszej Lokomotivfabrik der StEG).

## Życiorys
W latach 1822–1824 studiował fizykę, matematykę wyższą, geometrię i geodezję na Uniwersytecie Technicznym w Wiedniu, m.in. u Františka Antonína Gerstnera (1793–1840).
Gerstner zaangażował von Schönerera do pracy nad koleją konną Linz – Budweis. Wkrótce popadł w konflikt merytoryczny z Gerstnerem, po którego zwolnieniu objął kierownictwo i po zmianach planów według własnych pomysłów, doprowadził w 1832 roku do ukończenia pierwszej publicznej linii kolei żelaznej w Europie kontynentalnej. Linia ta nie nadawała się jednak później do obsługi przez parowozy i wskutek zastosowanych rozwiązań technicznych nie można jej było do takiej obsługi dostosować.
W 1836 roku von Schönerer przedłużył linię do Gmunden. 
W 1836 roku został dyrektorem technicznym kolei Wien – Raab, a rok później udał się w podróż studialną do Europy zachodniej i USA. Z USA przywiózł do Austrii amerykańską lokomotywę Philadelphia. Po powrocie kierował budową linii Kolei Południowej (niem. Südbahn) Wiedeń – Gloggnitz, którą ukończono w 1842 roku. Od 1842 do upaństwowienia przedsiębiorstwa w 1853 roku sprawował kolejno funkcje menadżerskie. W 1840 roku utworzył zakłady produkcji lokomotyw i wagonów na potrzeby kolei austriackiej (późniejsza Lokomotivfabrik der StEG), gdzie w 1840 roku wyprodukowano pierwszą lokomotywę na terenie Austrii. Do pracy w zakładach ściągał najlepszych inżynierów, m.in. Johna Haswella (1812–1897).
Następnie zaprojektował i kierował budową m.in. linii Mödling – Laxenburg, Wiedeń – Bruck. W 1841 roku wybudował pierwszy tunel kolejowy w Austrii, tzw. Busserltunnel o dług. 156 m. Podczas Wiosny Ludów (1848–1849) organizował dla potrzeb wojska pierwsze w historii transporty kolejowe.
Zaangażował się również w prace nad linią kolejową Semmering – pierwszą linią normalnotorowej kolei górskiej w Europie. W 1839 roku złożył swój projekt – z początku planował linię kolei konnej, którą miała później zastąpić linia obsługiwana przez parowozy. Jednak w 1848 roku do realizacji władze austriackie zaakceptowały projekt Carla von Ghegi (1801–1860), który zakładał budowę linii o długości 42 km, z 22 większymi mostami i wiaduktami oraz tunelem o długości 1200 m, obsługiwanej od początku przez parowozy. Von Schönerer, który miał również własne przedsiębiorstwo budowlane, był jednym z wykonawców projektu von Ghegi.
Von Schönerer pracował również jako konsultant techniczny wielu projektów oraz rzeczoznawca. Zarobione pieniądze zainwestował w 1868 roku w kupno posiadłości wraz z zamkiem Rosenau w Dolnej Austrii. W uznaniu zasług w 1860 roku otrzymał nobilitację.
Ojciec Georga von Schönerera (1842–1921) – polityka narodowosocjalistycznego i Alexandrine von Schönerer (1850–1919) – aktorki i reżyserki teatralnej.